# NGC 4990
NGC 4990 је лентикуларна галаксија у сазвежђу Девица која се налази на NGC листи објеката дубоког неба.
Деклинација објекта је - 5° 16' 21" а ректасцензија 13h 9m 17,3s. Привидна величина (магнитуда) објекта NGC 4990 износи 13,9 а фотографска магнитуда 14,9. NGC 4990 је још познат и под ознакама MCG -1-34-4, MK 1344, IRAS 13067-0500, PGC 45608.